# Mettjärnen (Jukkasjärvi socken, Lappland)
Mettjärnen är en sjö i Kiruna kommun i Lappland och ingår i Torneälvens huvudavrinningsområde. Sjön har en area på 0,13 kvadratkilometer och ligger 353,5 meter över havet.

## Delavrinningsområde
Mettjärnen ingår i det delavrinningsområde (751268-171783) som SMHI kallar för Ovan Tansarijoki. Medelhöjden är 384 meter över havet och ytan är 18,06 kvadratkilometer. Räknas de 5 avrinningsområdena uppströms in blir den ackumulerade arean 57,7 kvadratkilometer. Luongasjoki som avvattnar avrinningsområdet har biflödesordning 2, vilket innebär att vattnet flödar genom totalt 2 vattendrag innan det når havet efter 361 kilometer. Avrinningsområdet består mestadels av skog (83 procent) och sankmarker (12 procent). Avrinningsområdet har 0,13 kvadratkilometer vattenytor vilket ger det en sjöprocent på 0,7 procent.